# Yuva Bharati Krirangan
Yuva Bharati Krirangan (în bengaleză যুবভারতী ক্রীড়াঙ্গন, Yuva Bharati Krirangan sau Stadium of the Indian Youth), cunoscut ca Stadionul Salt Lake, este un stadion multifuncțional în Bidhannagar, Calcutta, Bengalul de Vest.
Acesta este cel mai mare stadion din India, și al doilea stadion ca mărime din lume după capacitate. Recordul de asistență a fost stabilit în 1997, într-un meci dintre East Bengal FC și Mohun Bagan AC, la care au asistat 131.000 de spectatori.

## Galerie

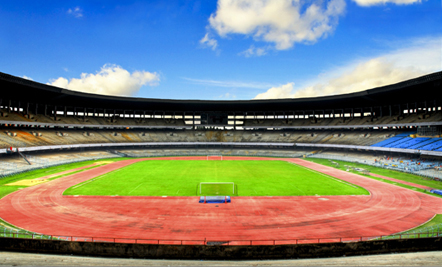
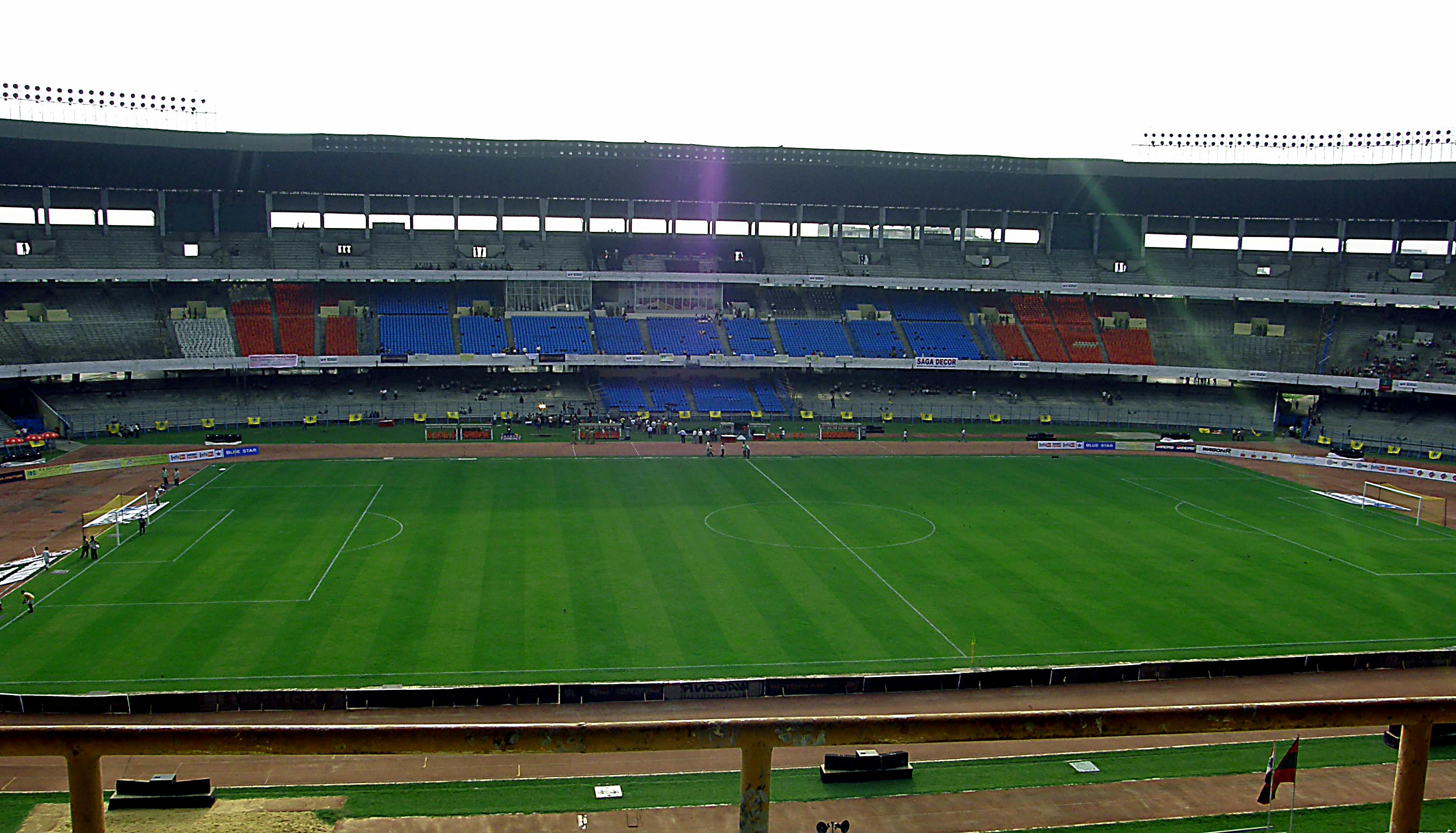
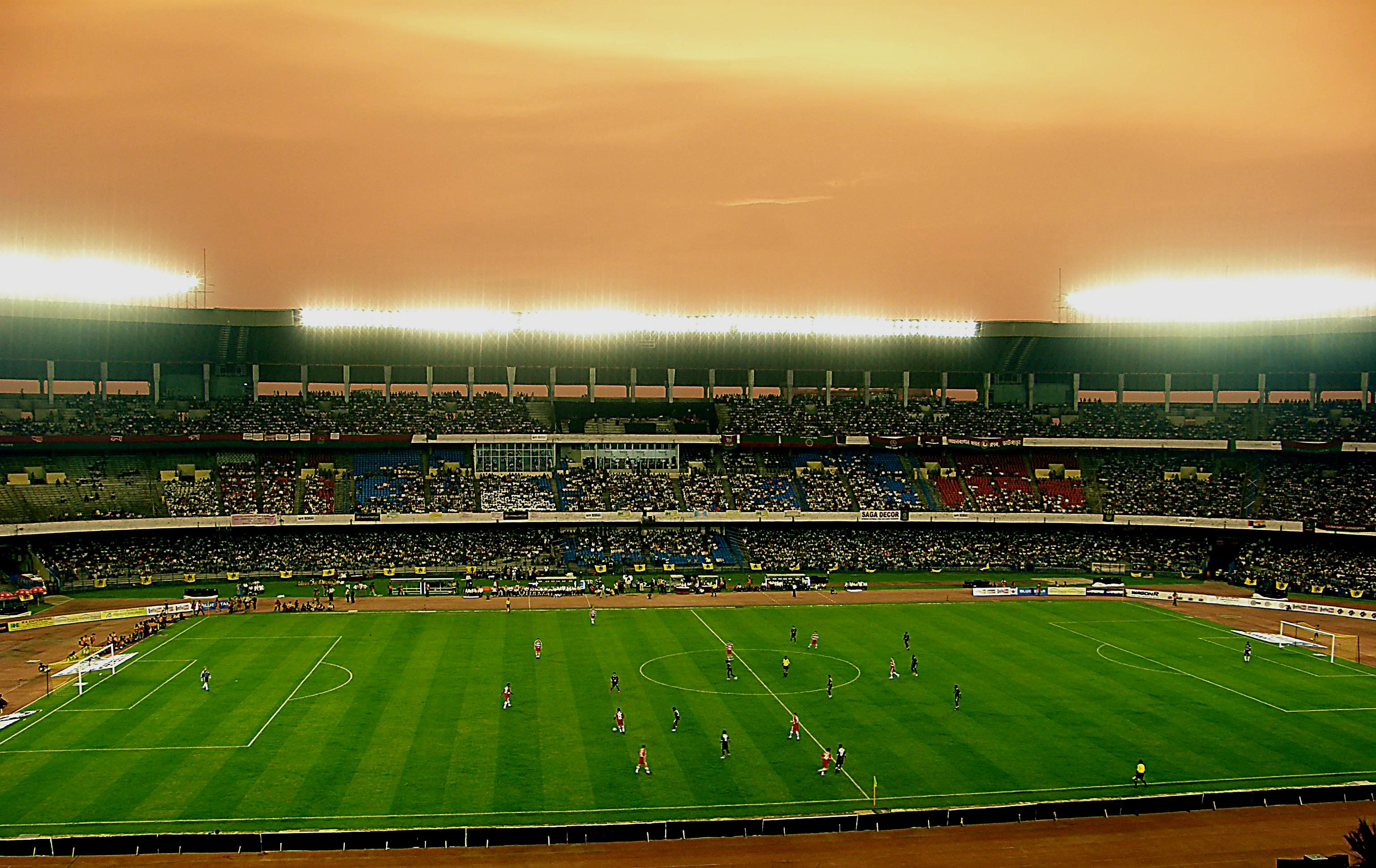
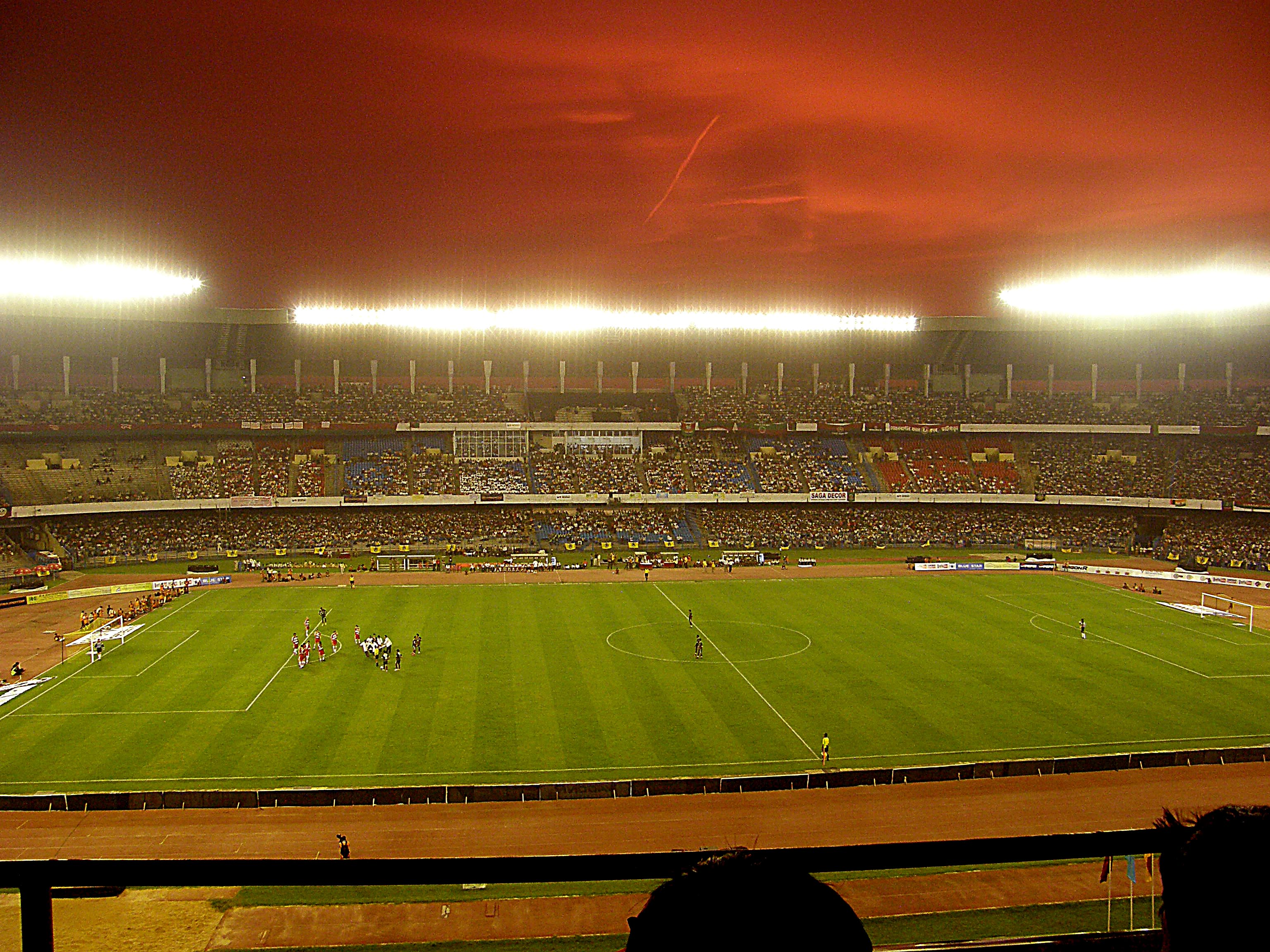
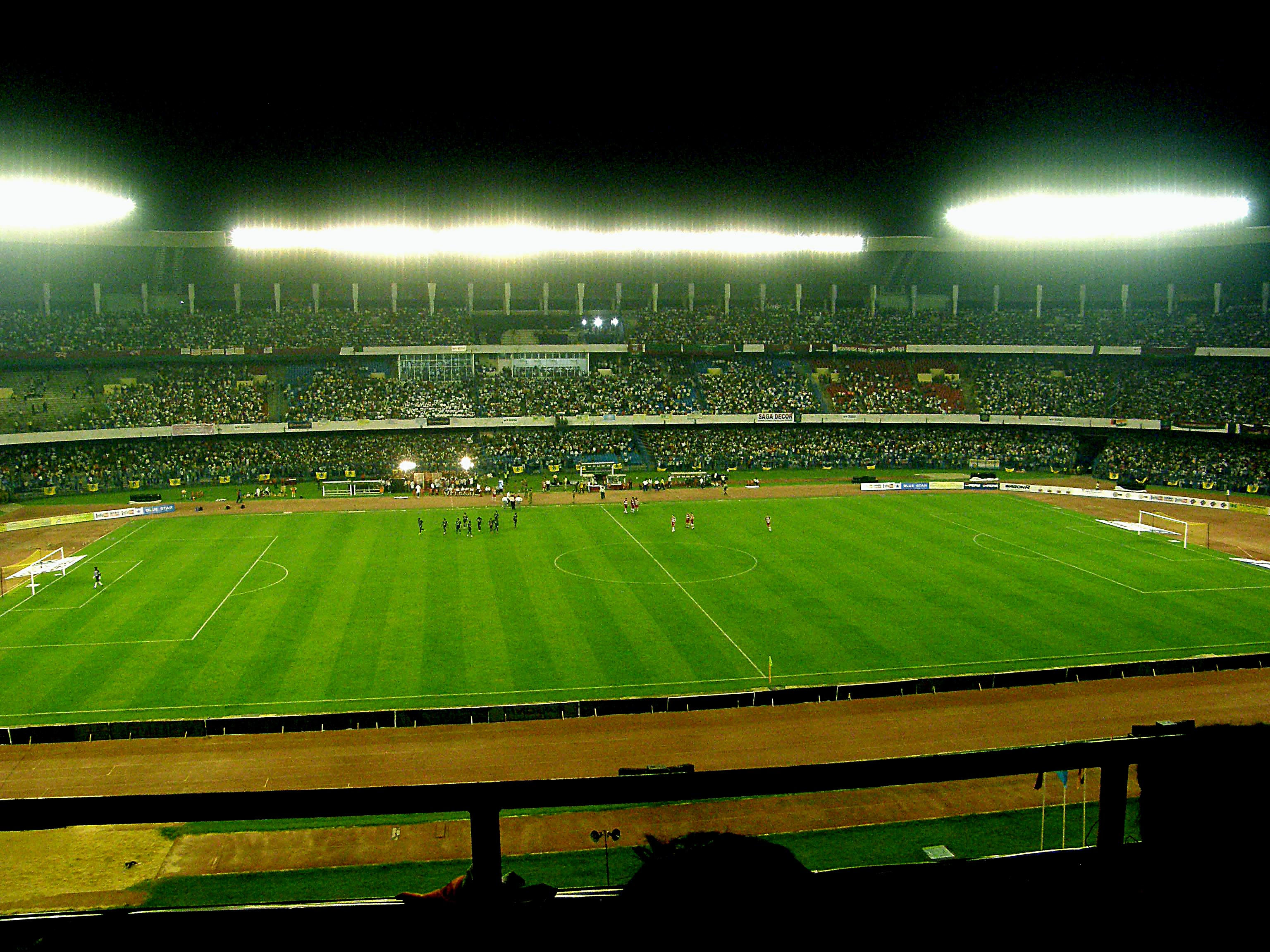
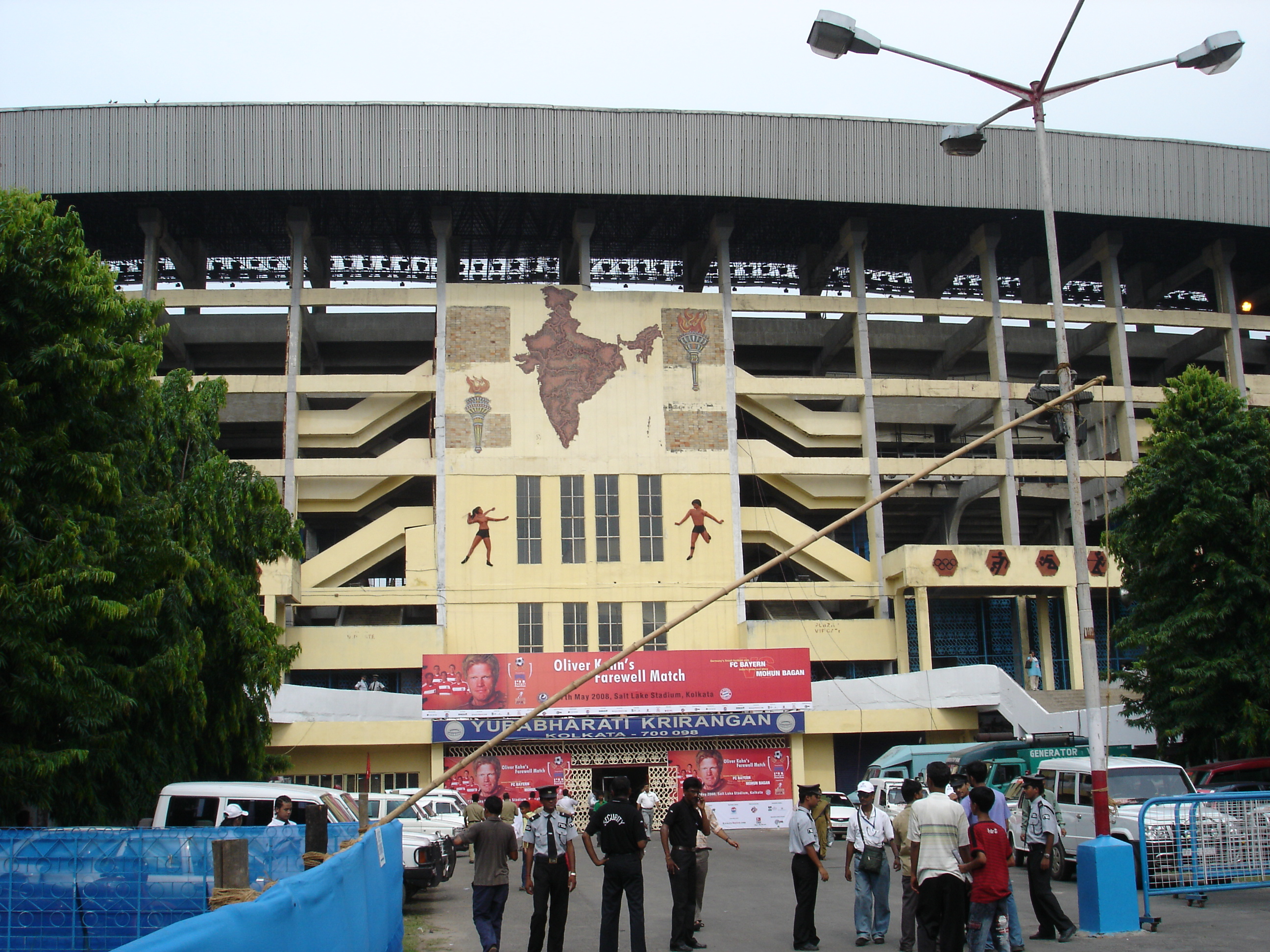
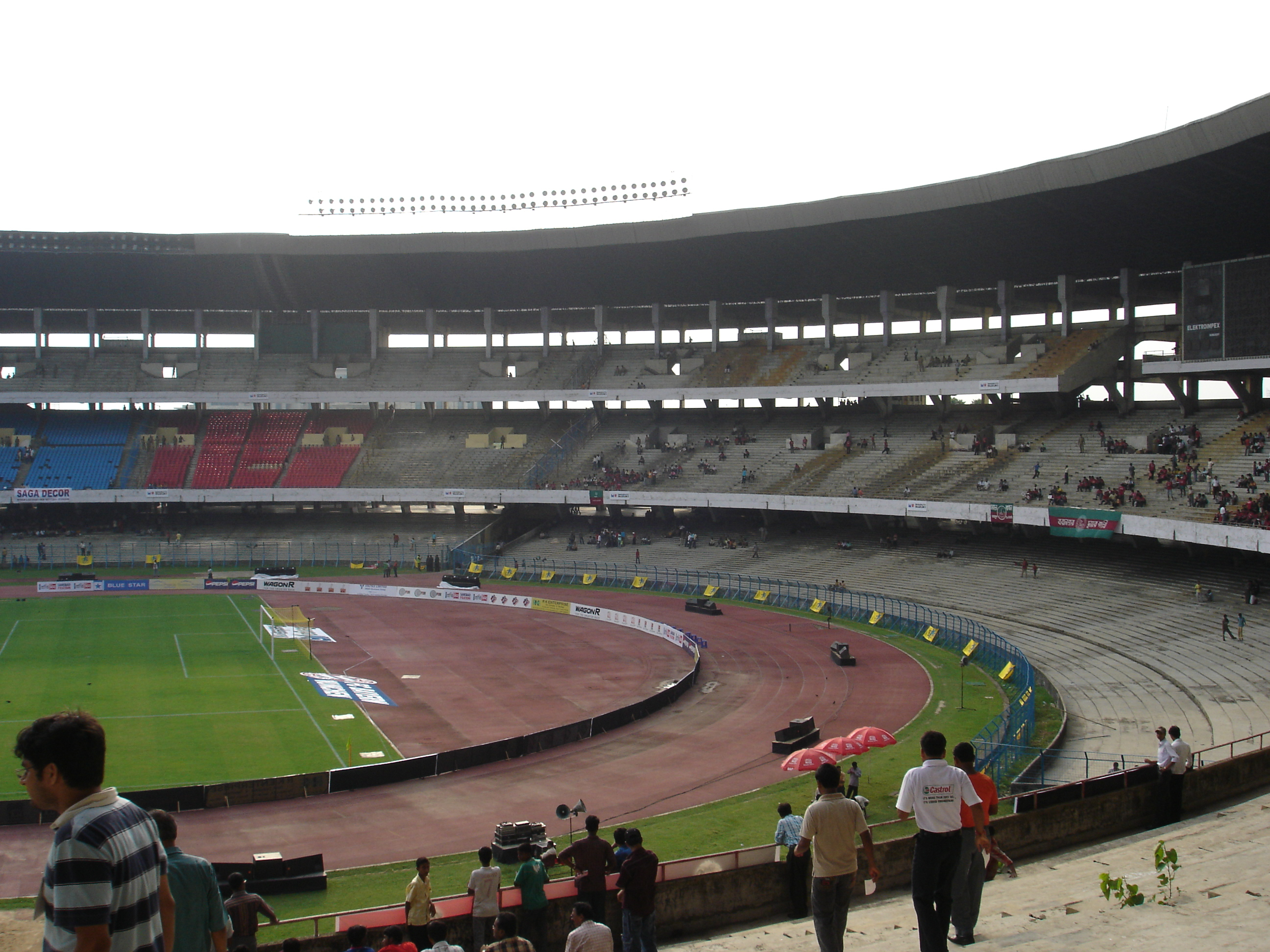
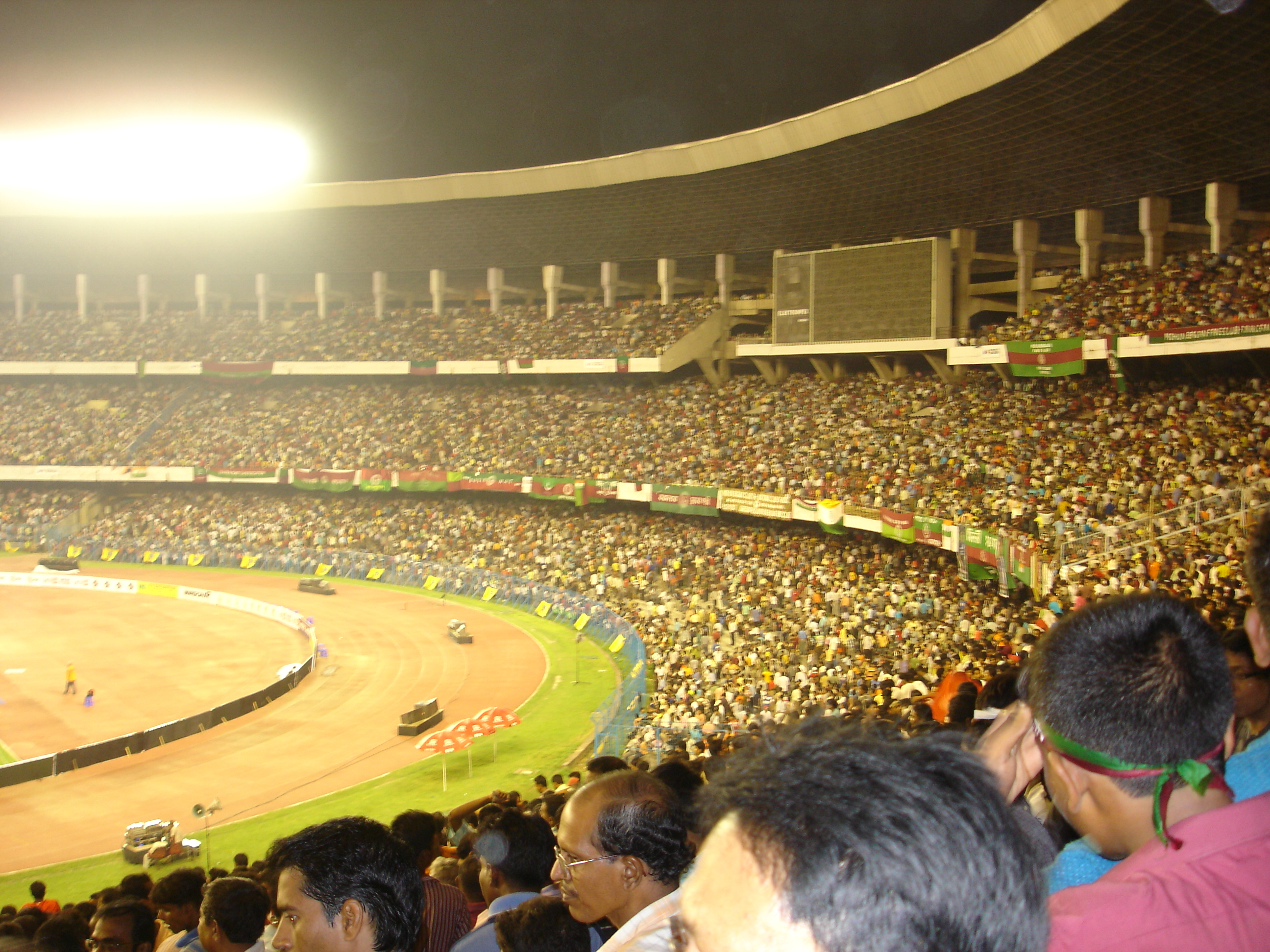
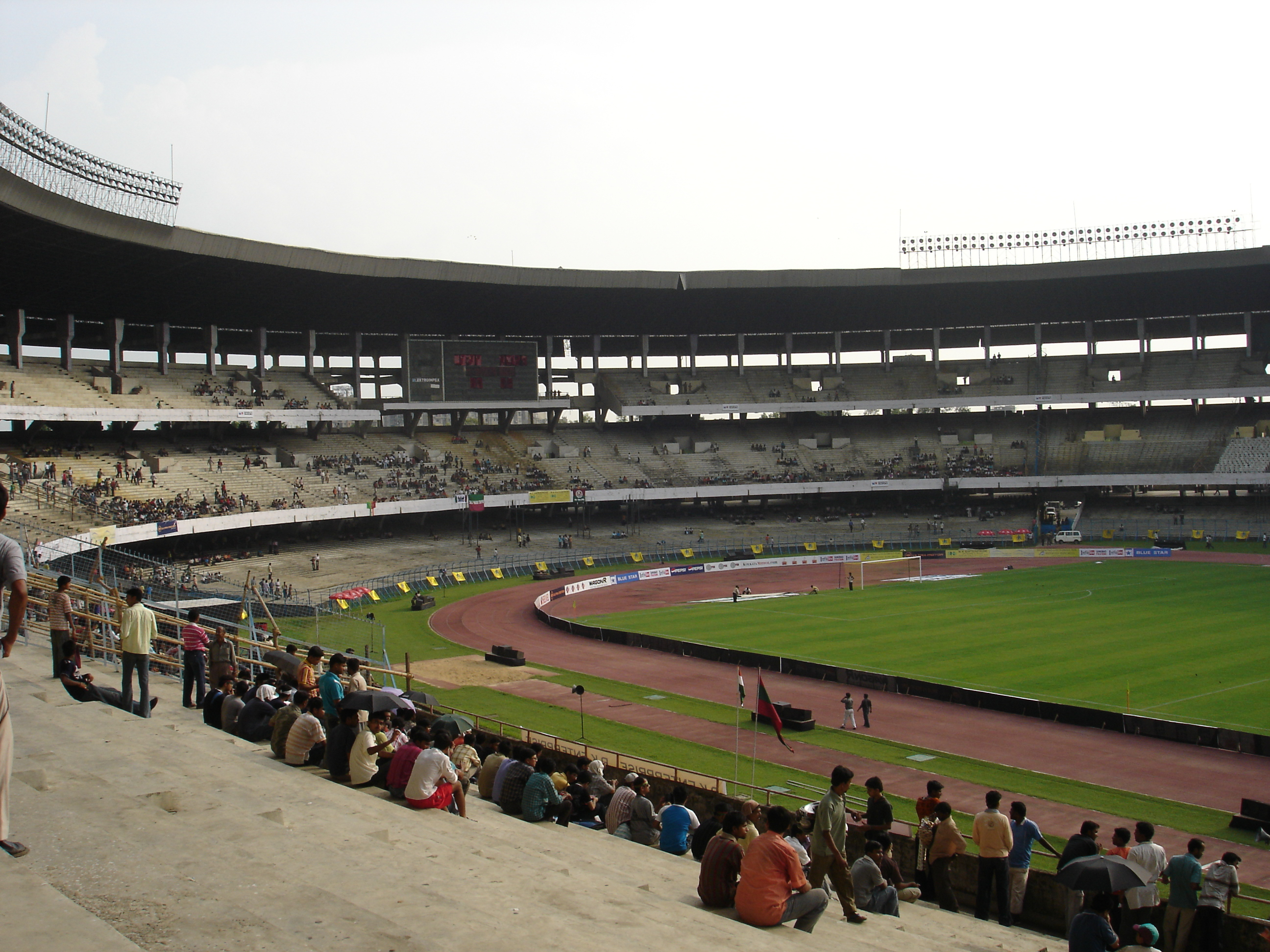
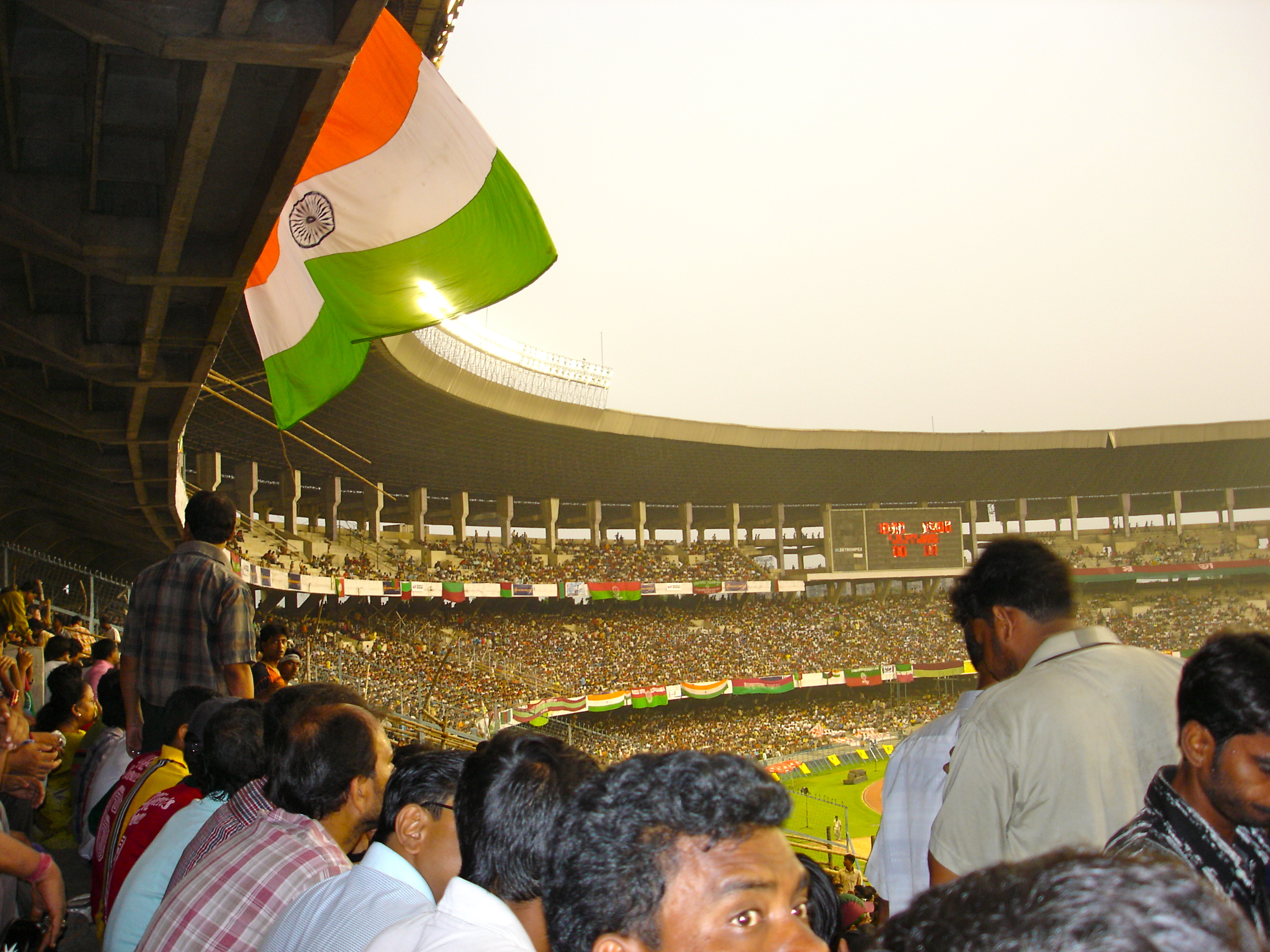